# Curt Smith (zanger)
Curt Smith (Bath, 24 juni 1961) is een Brits zanger, vooral bekend uit de jaren tachtig van de band Tears for Fears.
Samen met zijn jeugdvriend Roland Orzabal zat hij begin jaren tachtig in de band "Graduate", maar ze werden later succesvol met de duoband Tears for Fears.
In 1991 verliet hij deze band en maakte daarna nog enkele soloalbums. In 2004 trad hij weer samen op in de band Tears for Fears.

## Soloalbums
- 1993 - Soul on Board
- 1998 - Mayfield
- 2007 - Halfway, Pleased
- 2013 - Deceptively Heavy